# Oakland City
Oakland City – miasto w Stanach Zjednoczonych, w stanie Indiana, w hrabstwie Gibson.